# Collegeville (Indiana)
Collegeville – jednostka osadnicza w Stanach Zjednoczonych, w stanie Indiana, w hrabstwie Jasper.